# Montauk
Montauk ist ein Ort an der Ostspitze von Long Island im US-Bundesstaat New York. Es wird als Census-designated place (statistisches Gebiet) geführt und gehört zu East Hampton im Suffolk County.

## Geschichte
Der Ort ist nach den Montaukett benannt, einem Teilstamm der Metoac-Indianer, die den südöstlichen Teil von Long Island besiedelten. Nach einer Volkszählung aus dem Jahr 2000 lebten hier 3851 Einwohner. Wahrzeichen des Ortes ist sein Leuchtturm.
1926 begann der Unternehmer Carl Graham Fisher, der bereits Miami Beach zu einem Feriendomizil umgestaltet hatte, mit der Entwicklung des Miami Beach des Nordens. Er erwarb Grundstücke in Montauk und erbaute unter anderen das Luxushotel Montauk Manor und einen Jachthafen. Doch nach dem Börsenkrach des Jahres 1929 ging das Unternehmen 1932 bankrott.
Der Bahnhof Montauk bildet den östlichsten und zugleich Endpunkt der Long Island Rail Road. Bei Montauk befand sich eine Luftwaffenbasis, die 1969 geschlossen wurde. Heute ist das Areal ein Naturschutzgebiet. In einem Bunker unterhalb des ehemaligen Militärgeländes liegt Camp Hero, ein Radarstützpunkt der Luftstreitkräfte.

## Rezeption
Auf einer Lesereise durch die USA verbrachte der Schweizer Schriftsteller Max Frisch im Mai 1974 im Hotel Gurney’s Inn in Montauk ein Wochenende mit der 32 Jahre jüngeren Amerikanerin Alice Locke-Carey. In der literarischen Welt wurde der Ort daraufhin 1975 durch Frischs gleichnamige Erzählung bekannt, in der er skizzenhafte und collagenartige Reflexionen über sein Leben einfügte. Der Film Rückkehr nach Montauk von Volker Schlöndorff aus dem Jahr 2017 knüpft an Frischs Erzählung an.
Der Pop-Art-Künstler Andy Warhol erwarb 1972 die Ferienhaussiedlung Church Estate. Dort hielten sich 1975 die Rolling Stones für ihre Tour of the Americas '75 auf. Der Song Memory Motel auf deren Album Black and Blue bezieht sich auf die ortsansässige Unterkunft mit diesem Namen. Im Sommer 1978 drehte der deutsche Regisseur Ulli Lommel dort mit Jack Palance den 1979 erschienenen Spielfilm Cocaine Cowboys, in dem Warhol einen Cameo-Auftritt hat.
Der Ort wurde ferner als Schauplatz für den Spielfilm Das Mörderspiel (1982) mit Michael Caine in der Hauptrolle gewählt. Auch die preisgekrönte Fernsehserie The Affair (2014) spielt größtenteils dort, ebenso wie Teile des Films Vergiss mein nicht!. Der Film No Hard Feelings aus dem Jahr 2023 spielt ebenfalls in und um Montauk. Er thematisiert die Gentrifizierung des Ortes durch reiche Sommergäste aus New York.

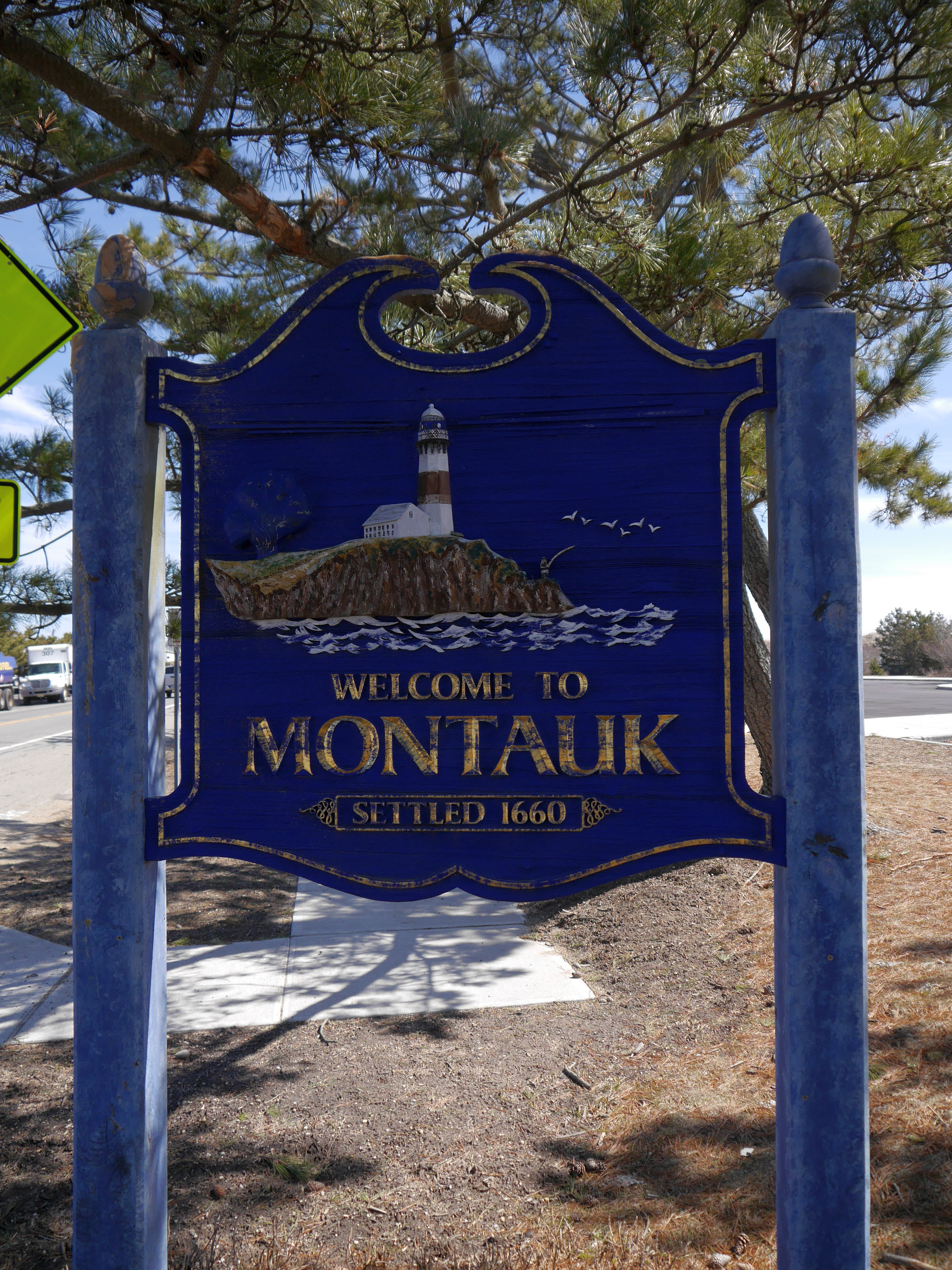
Ortseingangsschild
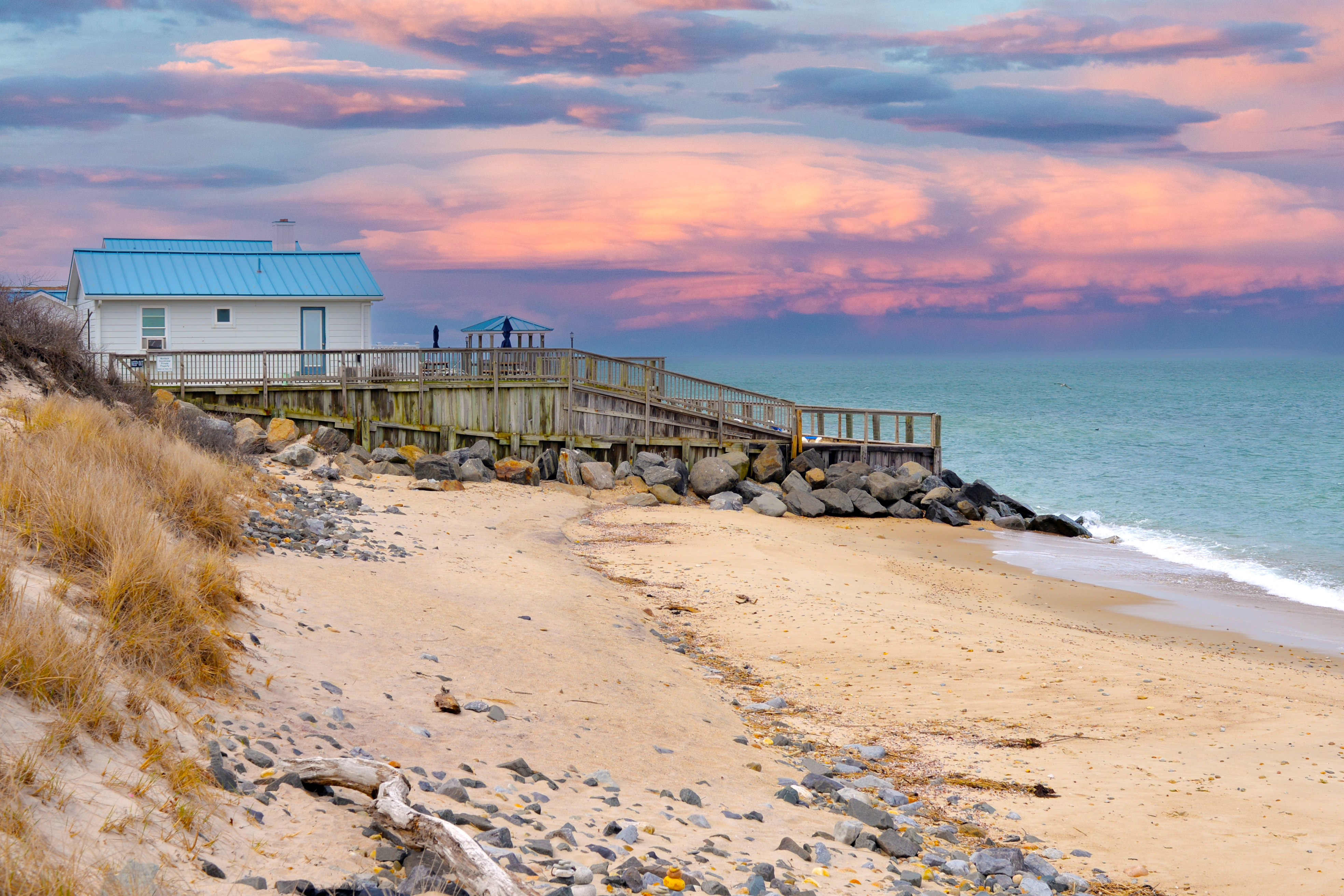
Montauk Soundview
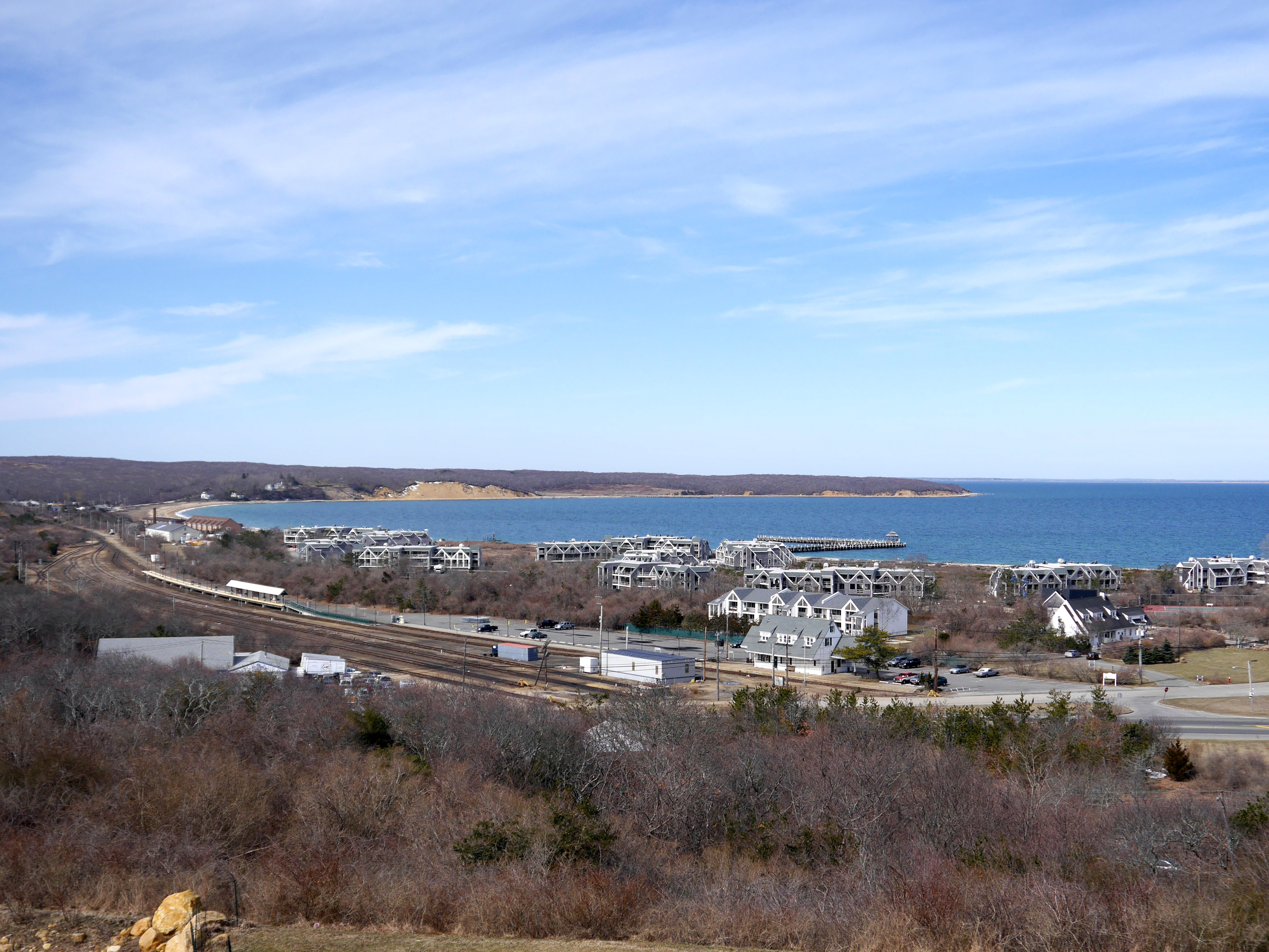
LIRR Montauk Station mit Fort Pond Bay im Hintergrund
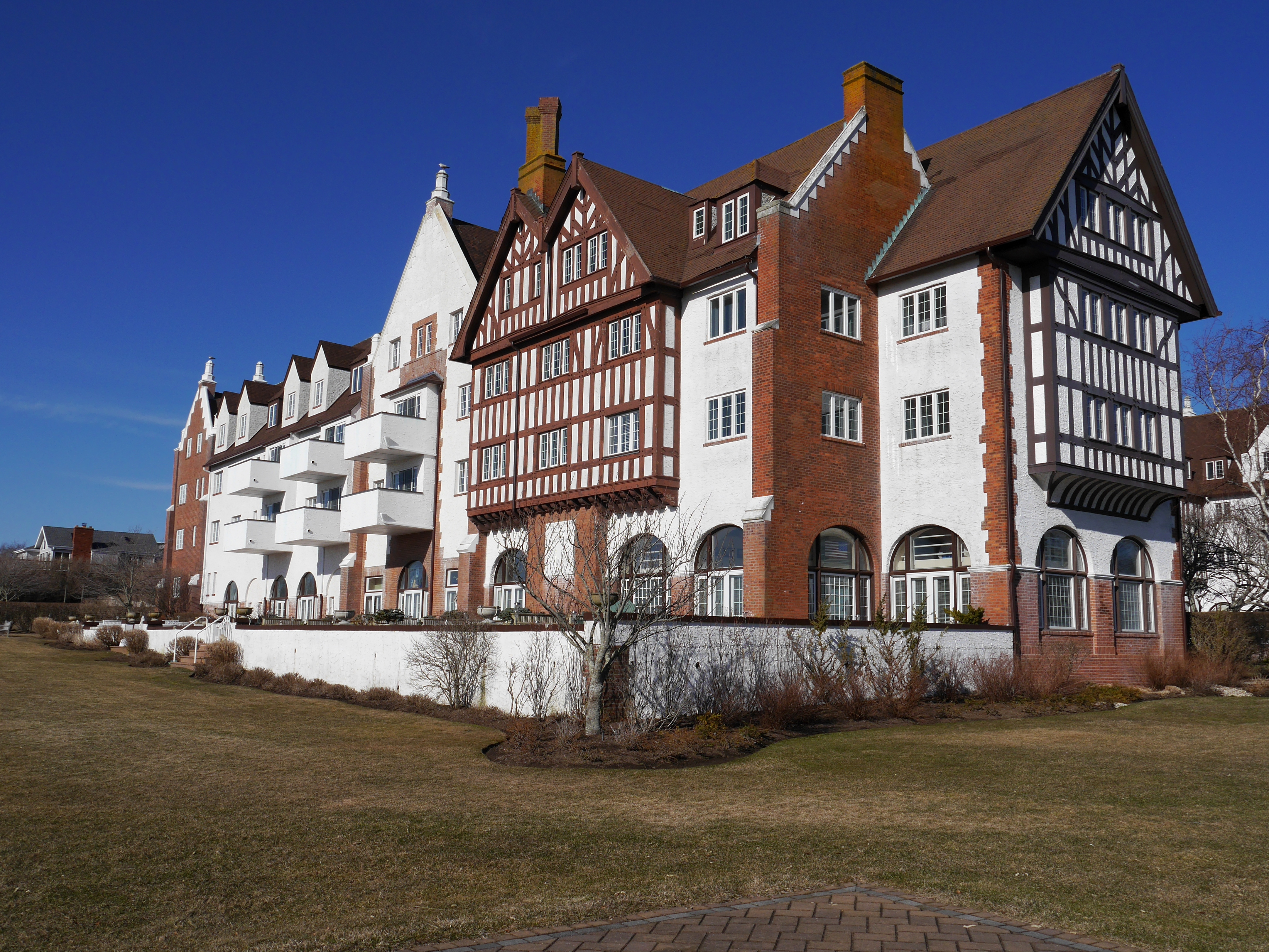
Montauk Manor

## Weitere Persönlichkeiten
- Edward Albee (1928–2016), mit dem Pulitzer-Preis ausgezeichneter Dramatiker, lebte von 1962 bis zu seinem Tode in Montauk.[3]
- Peter Beard (1938–2020), Fotograf, lebte von 1972 bis zu seinem Tod in Montauk.[4]
- Bernie Madoff (1938–2021), Investmentbanker und verurteilter Betrüger, lebte von 1982 bis zu seiner Inhaftierung in seiner exklusiven Ferienvilla in Montauk.[5][6]
- Fred Melamed, Schauspieler, lebt seit 1999 in Montauk.[7]
- Paul Simon, Sänger und Songschreiber, lebt seit den 1980ern in Montauk.[8]
- Toots Thielemans (1922–2016), Jazzmusiker, lebte in Montauk.[9]
- Tuesday Weld, Schauspielerin, lebt in Montauk.[10][11]
- Pinchas Zukerman, Dirigent, lebt zeitweise in Montauk.[12]

## Weiteres
- Der fiktive Ort Amity aus dem Spielfilm Der weiße Hai befindet sich in der Nähe von Montauk.
- Camp Hero ist der Ort für die Verschwörungstheorie um das Montauk-Projekt.
- Kurze Teile von Frank Schätzings Roman Der Schwarm spielen beim Leuchtturm in Montauk.
- Eine Modellüberarbeitung des BMW-Motorrades R 1200 C wurde nach Montauk benannt.
- Die fiktive Figur Max Payne, bekannt aus der gleichnamigen Videospielreihe, verbrachte dort ihre Flitterwochen.
- In seinem Lied The Downeaster ‘Alexa’ aus dem Jahr 1989 erwähnt Billy Joel Montauk.
- Das Lied Montok Point [sic!] von William Orbit von 1995 enthält einen Text von Joe Frank, in dem der Leuchtturm von Montauk Point erwähnt wird.
- Der Progressive-Trance-Track Meet Me In Montauk (2008) von Signalrunners bezieht sich auf den Küstenort.

## Belege
1. ↑  Malcolm Cossons: The Artist's Estate: Andy Warhol's Holiday Hideout. In: Sotheby's. 3. Juli 2020, abgerufen am 23. Mai 2024 (englisch).
2. ↑  Cocaine Cowboys bei IMDb
3. ↑  Biography | Edward Albee Society. Abgerufen am 23. Mai 2024 (amerikanisches Englisch).
4. ↑  Stacey Stowe: The Legend of Peter Beard. In: Vanity Fair. 24. September 2020, abgerufen am 23. Mai 2024 (amerikanisches Englisch).
5. ↑  Taylor K. Vecsey: Bernie Madoff’s Former Montauk Home Finds a Buyer. In: Behind the Hedges. 24. Januar 2023, abgerufen am 23. Mai 2024 (amerikanisches Englisch).
6. ↑  Luxus-Domizile von US-Betrüger Madoff stehen zum Verkauf. In: welt.de. 3. September 2009, abgerufen am 7. Oktober 2018.
7. ↑  Lee Fryd: Actor Fred Melamed to appear in East Hampton. In: Newsday. 26. August 2010, abgerufen am 23. Mai 2024 (englisch).
8. ↑  Paul Simon, Just Like Old Times in Montauk | The East Hampton Star. In: East Hampton Star. Abgerufen am 23. Mai 2024.
9. ↑  Klaus Rohwer: Jean Toots Thielemans. Abgerufen am 23. Mai 2024.
10. ↑  Ben Casselman: PRIVATE PROPERTIES. he Wall Street Journal, 12. August 2006, abgerufen am 23. Mai 2024.
11. ↑  Selling houses with history. In: 27 East. 31. August 2009, abgerufen am 23. Mai 2024 (amerikanisches Englisch).
12. ↑  Sarah Kershaw: Big Deal | Pinchas Zukerman Buys West Side Condo. In: New York Times. 25. Februar 2011, abgerufen am 23. Mai 2024 (englisch).